# Heliconius telloides
Heliconius telloides är en fjärilsart som beskrevs av James John Joicey och Talbot 1926. Heliconius telloides ingår i släktet Heliconius och familjen praktfjärilar. Inga underarter finns listade i Catalogue of Life.